# Mary Pierce
Mary Pierce (ur. 15 stycznia 1975 w Montrealu) – francuska tenisistka, zwyciężczyni wielkoszlemowych turniejów Australian Open 1995 i French Open 2000 w grze pojedynczej, zdobywczyni Pucharu Federacji 1997 i 2003.

## Życiorys
Córka Francuzki i Amerykanina, jest obywatelką Francji. Debiutowała w gronie tenisistek zawodowych jako 14-latka w 1989. W 1990 wystąpiła po raz pierwszy w turnieju wielkoszlemowym French Open (przegrała w II rundzie). Rok później awansowała do czołowej setki rankingu światowego, osiągnęła III rundę we French Open i US Open oraz odniosła pierwsze zwycięstwa turniejowe – w Palermo wygrała zarówno w grze pojedynczej, jak i podwójnej. Sezon 1991 zakończyła jako 26. tenisistka na świecie. W 1992 była w IV rundzie (1/8 finału) French Open i US Open i przesunęła się do czołowej dwudziestki w rankingu światowym. Na początku 1993 awansowała do ćwierćfinału Australian Open, będąc blisko pokonania ówczesnej trzeciej zawodniczki na świecie Argentynki Sabatini (przegrała 6:4, 6:7 (12-14), 0:6). Jesienią 1993 wygrała prestiżowy turniej halowy w Filderstadt i zapewniła sobie pierwszy w karierze występ w turnieju Masters; w Masters odniosła pierwsze w karierze zwycięstwo nad zawodniczką z czołowej dziesiątki na świecie, pokonując najpierw Sabatini, a w kolejnej rundzie weterankę Navrátilovą.
W 1994 nie wygrała żadnego turnieju, ale odniosła duży sukces, awansując do finału wielkoszlemowego French Open; w turnieju tym zaimponowała serią błyskawicznych zwycięstw – w drodze do finału nie tylko nie straciła seta, ale nie pozwoliła żadnej z przeciwniczek zdobyć więcej niż 2 gemy w secie. Nie miała kłopotów z pokonaniem liderki rankingu światowego Niemki Graf, którą zwyciężyła w półfinale 6:2, 6:2. W tej dyspozycji uchodziła za faworytkę finału z defensywną Hiszpanką Sánchez Vicario, ale jednak uległa rywalce; na końcowy wynik nie pozostał bez wpływu deszcz, który opóźnił rozegranie finału o jeden dzień oraz nadał ziemnej nawierzchni kortu paryskiego wolniejszy, sprzyjający Hiszpance charakter. Po turnieju French Open Pierce awansowała do pierwszej dziesiątki rankingu WTA (na pozycję nr 7). We wrześniu t.r. była w ćwierćfinale US Open, a na turnieju Masters ponownie pokonała Graf.
W styczniu 1995 odniosła pierwsze w karierze zwycięstwo w turnieju wielkoszlemowym – Australian Open. Była pierwszą Francuzką, która osiągnęła finał w Australian Open oraz pierwszą francuską triumfatorką imprezy wielkoszlemowej od 1967, kiedy na French Open wygrała Françoise Durr. Po finałowym zwycięstwie (nad Sánchez Vicario) Pierce awansowała na najwyższą w karierze pozycję w rankingu światowym – nr 3. W dalszej części sezonu występowała mniej udanie, podobnie w 1996; wypadła z czołowej dziesiątki i do Australian Open 1997 przystąpiła jako nierozstawiona. Niespodziewanie ponownie dotarła do finału, pokonując po drodze cztery wyżej sklasyfikowane rywalki; w finale nie sprostała Szwajcarce Hingis, ale zrewanżowała się jej pod koniec sezonu w ćwierćfinale Masters. W 1997 wygrała również międzynarodowe mistrzostwa Włoch (Italian Open) w Rzymie, a w Masters przegrała dopiero w finale z Czeszką Novotną.
Do jej największych sukcesów w kolejnych latach należy przede wszystkim zwycięstwo we French Open w 2000, zarówno w grze pojedynczej, jak i podwójnej (w parze z Hingis). W finale singla pokonała Hiszpankę Martínez, w półfinale – swoją partnerkę deblową Hingis. Po tym sukcesie ponownie awansowała na pozycję nr 3 na świecie, tym razem także w klasyfikacji deblistek. Wcześniej w 2000 była w parze z Hingis w finale Australian Open w grze podwójnej, ale lepsza okazała się para amerykańsko-australijska Lisa Raymond/Rennae Stubbs. Późnym latem 2000 Pierce odniosła poważną kontuzję, która najpierw zmusiła ją do wycofania się z rywalizacji w US Open, a potem wykluczyła z gry do końca sezonu i na niemal cały rok 2001. W 2002, występując we French Open z tzw. „dziką kartą” (specjalnym zaproszeniem od organizatorów), dotarła do ćwierćfinału, w którym uległa późniejszej triumfatorce Serenie Williams; była wówczas sklasyfikowana w rankingu światowym na pozycji nr 132 i stała się tym samym najniżej notowaną ćwierćfinalistką w Wielkim Szlemie od czasu wprowadzenia rankingu w 1975.
Po udanych występach w kolejnych latach (m.in. wygrana w turnieju w Hertogenbosch na nawierzchni trawiastej w 2004) powróciła do czołowej dwudziestki na świecie, a w maju 2005 dotarła do finału French Open, pokonując po drodze m.in. liderkę rankingu Davenport; w decydującym meczu uległa Belgijce Justine Henin-Hardenne. W lipcu t.r. wygrała wielkoszlemowy Wimbledon w grze mieszanej (w parze z Hindusem Bhupathim), a w sierpniu odniosła 17. turniejowe zwycięstwo w grze pojedynczej – w drodze po tytuł w San Diego nie przegrała seta (w finale pokonała Japonkę Sugiyamę). Dobrą dyspozycję potwierdziła na turnieju wielkoszlemowym US Open 2005, ponownie awansując do finału; pokonała m.in. wyżej notowaną rodaczkę Mauresmo; w finale nie sprostała Kim Clijsters z Belgii.
Od 1990 reprezentuje Francję w Pucharze Federacji; przyczyniła się do zdobycia Pucharu przez zespół narodowy w 1997 i 2003. Wystąpiła m.in. w 1991 w meczu z Polską – pokonała w grze pojedynczej Magdalenę Mróz, ale w deblu, partnerując Nathalie Tauziat, uległa parze Mróz/Teodorowicz (ostatecznie Polki wygrały 2:1). Pierce reprezentowała kraj także na igrzyskach w Atenach w 2004, przegrywając w grze pojedynczej (w ćwierćfinale) z Henin-Hardenne.
W sezonie 2006 odnotowała kilka startów w turniejach. Na początku roku przegrała w drugiej rundzie Australian Open z Czeszką Ivetą Benešovą, niecały miesiąc później osiągnęła finał w Paryżu, przegrany z Amélie Mauresmo. Kontuzja stopy i kostki wyeliminowała ją z gry aż do lipca, do turnieju w San Diego. Przegrała w ćwierćfinale z Mariją Szarapową. Wycofała się z turnieju w Montrealu, w US Open dotarła do trzeciej rundy, ulegając Li Na niespotykanym wynikiem 6/4 0/6 0/6. We wrześniu przegrała w pierwszej rundzie w Luksemburgu z późniejszą zwyciężczynią Aloną Bondarenko. Po kolejnym słabym występie w Stuttgarcie i Zurychu, doszła do drugiej rundy w Linzu. Podczas meczu z Wierą Zwonariową, po wygraniu pierwszego seta i przed tie-breakiem w drugim, upadła, doznając poważnej kontuzji lewego kolana. Z kortu została wywieziona na noszach. Spadła na 79 miejsce w rankingu. W grudniu przeszła operację kontuzjowanego kolana. W czerwcu 2007 uczestniczyła w ceremonii wręczenia nagród Justine Henin i Anie Ivanović w czasie finału gry pojedynczej kobiet wielkoszlemowego Roland Garros. Kibicom francuskim zgromadzonym na stadionie Philipa Chatrier obiecała wówczas powrót do Paryża w roli zawodniczki.
Tenisistka zapowiedziała, że nie jest jeszcze gotowa na przejście na sportową emeryturę. Jednak jej powrót na letnich igrzyskach olimpijskich nie doszedł do skutku ze względu na kontuzję.
W 2019 została uhonorowana miejscem w Międzynarodowej Tenisowej Galerii Sławy.

## Finały turniejów wielkoszlemowych w grze pojedynczej

### Wygrane (2)
| Rok  | Turniej         | Przeciwniczka           | Wynik    |
| 1995 | Australian Open | Arantxa Sánchez Vicario | 6:3, 6:2 |
| 2000 | French Open     | Conchita Martínez       | 6:2, 7:5 |

### Przegrane (4)
| Rok  | Turniej         | Przeciwniczka           | Wynik    |
| 1994 | French Open     | Arantxa Sánchez Vicario | 6:4, 6:4 |
| 1997 | Australian Open | Martina Hingis          | 6:2, 6:2 |
| 2005 | French Open (2) | Justine Henin           | 6:1, 6:1 |
| 2005 | US Open         | Kim Clijsters           | 6:3, 6:1 |

## Finały turniejów wielkoszlemowych w grze podwójnej

### Wygrane (1)
| Rok  | Turniej     | Partnerka      | Przeciwnicy                         | Wynik    |
| 2000 | French Open | Martina Hingis | Virginia Ruano Pascual Paola Suárez | 6:2, 6:4 |

## Finały wielkoszlemowe w grze mieszanej

### Wygrane (1)
| Rok  | Turniej   | Partner         | Przeciwnicy w finale           | Wynik    |
| 2005 | Wimbledon | Mahesh Bhupathi | Paul Hanley Tetiana Perebijnis | 6:4, 6:2 |

## Statystyki
| Turniej                | 1990  | 1991  | 1992  | 1993  | 1994  | 1995  | 1996  | 1997  | 1998  | 1999  | 2000  | 2001  | 2002  | 2003  | 2004  | 2005  | 2006  | Bilans |
| ---------------------- | ----- | ----- | ----- | ----- | ----- | ----- | ----- | ----- | ----- | ----- | ----- | ----- | ----- | ----- | ----- | ----- | ----- | ------ |
| Australian Open        | A     | A     | A     | 1/4   | 4R    | W     | 2R    | F     | 1/4   | 1/4   | 4R    | 3R    | 1R    | 2R    | A     | 1R    | 2R    | 1 / 13 |
| French Open            | 2R    | 3R    | 4R    | 4R    | F     | 4R    | 3R    | 4R    | 2R    | 2R    | W     | A     | 1/4   | 1R    | 3R    | F     | A     | 1 / 15 |
| Wimbledon              | A     | A     | A     | A     | A     | 2R    | 1/4   | 4R    | 1R    | 4R    | 2R    | A     | 3R    | 4R    | 1R    | 1/4   | A     | 0 / 10 |
| US Open                | A     | 3R    | 4R    | 4R    | 1/4   | 3R    | A     | 4R    | 4R    | 1/4   | 4R    | A     | 1R    | 1R    | 4R    | F     | 3R    | 0 / 14 |
| Bilans wielkoszlemowy  | 0 / 1 | 0 / 2 | 0 / 2 | 0 / 3 | 0 / 3 | 1 / 4 | 0 / 3 | 0 / 4 | 0 / 4 | 0 / 4 | 1 / 4 | 0 / 1 | 0 / 4 | 0 / 4 | 0 / 3 | 0 / 4 | 0 / 2 | 2 / 52 |
| WTA Tour Championships | A     | A     | A     | 1/2   | 1/2   | 4R    | A     | F     | 1/4   | 1/4   | A     | A     | A     | A     | A     | F     | A     | 0 / 7  |

### Gra pojedyncza (18)
| Legenda                     |
| Turnieje wielkoszlemowe (2) |
| WTA Championships (0)       |
| Turnieje I kategorii (5)    |
| Pozostałe turnieje (11)     |

| Nr  | Data                 | Turniej                               | Nawierzchnia            | Przeciwniczka           | Wynik            |
| 1.  | 14 lipca 1991        | Palermo, Włochy                       | Ziemna                  | Sandra Cecchini         | 6:0, 6:3         |
| 2.  | 23 lutego 1992       | Cesena, Włochy                        | Dywanowa                | Catherine Tanvier       | 6:1, 6:1         |
| 3.  | 12 lipca 1992        | Palermo, Włochy                       | Ziemna                  | Brenda Schultz-McCarthy | 6:1, 6:7(3), 6:1 |
| 4.  | 1 listopada 1992     | San Juan, Portoryko                   | Twarda                  | Gigi Fernández          | 6:1, 7:5         |
| 5.  | 17 października 1993 | Filderstadt, Niemcy                   | Twarda                  | Natalla Zwierawa        | 6:3, 6:3         |
| 6.  | 29 stycznia 1995     | Australian Open, Melbourne, Australia | Twarda                  | Arantxa Sánchez Vicario | 6:3, 6:2         |
| 7.  | 24 września 1995     | Tokio, Japonia                        | Twarda                  | Arantxa Sánchez Vicario | 6:3, 6:3         |
| 8.  | 11 maja 1997         | Italian Open, Rzym, Włochy            | Ziemna                  | Conchita Martínez       | 6:4, 6:0         |
| 9.  | 15 lutego 1998       | Paryż, Francja                        | Dywanowa                | Dominique van Roost     | 6:3, 7:5         |
| 10. | 12 kwietnia 1998     | Amelia Island, USA                    | Ziemna (zielona mączka) | Conchita Martínez       | 6:7(8), 6:0, 6:2 |
| 11. | 25 października 1998 | Moskwa, Rosja                         | Dywanowa                | Monica Seles            | 7:6(2), 6:3      |
| 12. | 1 listopada 1998     | Luksemburg, Luksemburg                | Dywanowa                | Silvia Farina Elia      | 6:0, 2:0 krecz   |
| 13. | 31 października 1999 | Linz, Austria                         | Dywanowa                | Sandrine Testud         | 7:6(2), 6:1      |
| 14. | 23 kwietnia 2000     | Hilton Head, USA                      | Ziemna (zielona mączka) | Arantxa Sánchez Vicario | 6:1, 6:0         |
| 15. | 11 czerwca 2000      | French Open, Paryż, Francja           | Ziemna                  | Conchita Martínez       | 6:2, 7:5         |
| 16. | 19 czerwca 2004      | 's-Hertogenbosch, Holandia            | Trawiasta               | Klára Zakopalová        | 7:6(6), 6:2      |
| 17. | 17 sierpnia 2005     | San Diego, USA                        | Twarda                  | Ai Sugiyama             | 6:0, 6:3         |
| 18. | 16 października 2005 | Moskwa, Rosja                         | Dywanowa                | Francesca Schiavone     | 6:4, 6:3         |

### Gra podwójna (10)
| Legenda                     |
| Turnieje wielkoszlemowe (1) |
| WTA Championships (0)       |
| Turnieje I kategorii (3)    |
| Pozostałe turnieje (6)      |

| Nr  | Data                 | Turniej              | Nawierzchnia | Partnerka        | Przeciwniczki                          | Wynik               |
| 1.  | 8 lipca 1991         | Palermo, Włochy      | Ziemna       | Petra Langrová   | Laura Garrone Mercedes Paz             | 6:3, 6:7(5), 6:3    |
| 2.  | 16 września 1996     | Tokio, Japonia       | Twarda       | Amanda Coetzer   | Park Sung-hee Wang Shi-ting            | 6:1, 7:6(5)         |
| 3.  | 28 kwietnia 1997     | Hamburg, Niemcy      | Ziemna       | Anke Huber       | Ruxandra Dragomir Iva Majoli           | 2:6, 7:6(1), 6:2    |
| 4.  | 6 kwietnia 1998      | Amelia Island, USA   | Ziemna       | Sandra Cacic     | Barbara Schett Patty Schnyder          | 7:6(5), 4:6, 7:6(5) |
| 5.  | 19 października 1998 | Moskwa, Rosja        | Dywanowa     | Natalla Zwierawa | Lisa Raymond Rennae Stubbs             | 6:3, 6:4            |
| 6.  | 16 sierpnia 1999     | Toronto, Kanada      | Twarda       | Jana Novotná     | Łarysa Neiland Arantxa Sánchez Vicario | 6:3, 2:6, 6:3       |
| 7.  | 1 listopada 1999     | Lipsk, Niemcy        | Dywanowa     | Larisa Neiland   | Jelena Lichowcewa Ai Sugiyama          | 6:4, 6:3            |
| 8.  | 31 stycznia 2000     | Tokio, Japonia       | Dywanowa     | Martina Hingis   | Alexandra Fusai Nathalie Tauziat       | 6:4, 6:1            |
| 9.  | 29 maja 2000         | French Open, Francja | Ziemna       | Martina Hingis   | Virginia Ruano Pascual Paola Suárez    | 6:2, 6:4            |
| 10. | 3 sierpnia 2003      | Los Angeles, USA     | Twarda       | Rennae Stubbs    | Jelena Bowina Els Callens              | 6:3, 6:3            |